# Canal 13 (Chile)
Canal 13 je chilská bezplatná televizní stanice vlastněná Grupo Luksic a provozovaná společností Secuoya Chile. Začala vysílat 21. srpna 1959.
Každý den vysílá zpravodajský pořad Teletrece. Vydání ve 21:00 v hlavním vysílacím čase je živě vysíláno z televizního centra Channel 13 v Providencii v metropolitní oblasti Santiago pro miliony diváků po celém Chile.